# Сулейменов, Искак
Искак Сулейменов (каз. Ысқақ Сүлейменов, 1916 год, аул Жалпактобе, Туркестанский край — 1966) — колхозник, звеньевой колхоза «Октябрь», Герой Социалистического Труда (1948).

## Биография
Родился в 1916 году в ауле Жалпаактобе (сегодня — Жамбылская область, Казахстан). В 1930 году вступил в колхоз «Октябрь» Джамбулской области. Первоначально трудился рядовым колхозником. В 1943 году был назначен звеньевым свекловодческого звена.
В 1945 году свекловодческое звено под руководством Искак Сулейменова собрало с участка площадью 22 гектара по 481 центнеров сахарной свеклы вместо запланированных 180 центнеров. В 1946 году звено собрало по 551 центнеров сахарной свеклы вместо плана в 220 центнеров. В 1947 году было собрано по 638 центнеров сахарной свеклы вместо запланированных 220 центнеров. За этот доблестный труд он был удостоен в 1948 году звания Героя Социалистического Труда.

## Награды
- Герой Социалистического Труда (1948);
- Орден Ленина (1948).